# Кога, Дзюнъя
Дзюнъя Кога (яп. 古賀 淳也 Кога Дзюнъя, 19 июля 1987) — японский пловец, специализирующийся в плавании на спине, чемпион мира 2009 года и трёхкратный чемпион Азиатских игр.
Родился в 1987 году в Кумагае. В 2006 году стал чемпионом Азиатских игр. В 2009 году выиграл чемпионат мира. В 2010 году стал чемпионом Азиатских игр и Транстихоокеанского чемпионата. В 2014 году вновь стал чемпионом Азиатских игр. В Олимпийских играх участия не принимал. В 2016 году японский пловец выиграл золотую медаль чемпионата мира по плаванию на короткой воде на дистанции 50 метров на спине, а также стал трёхкратным бронзовым призёром в эстафетах в составе национальной сборной.
Учился в университете Васэда в Токио. С 2013 года выступает за американский клуб Wolverine.